# Phare arrière de New Castle

Le phare arrière de New Castle (en anglais : New Castle Range Rear Light) est un phare  servant de feu d'alignement arrière situé sur le fleuve Delaware, près de New Castle dans le comté de New Castle, Delaware.

## Historique
Les deux feux d'alignement ont été construits en 1876 pour marquer le chenal principal après Pea Patch Island (en) et Bulkhead Shoal. Ils tirent leur nom de la ville, un peu au nord-est à 3 km. Le phare arrière faisait partie intégrante de son logement, une maison à ossature de deux étages, et était située sur un terrain à 800 mètres du phare avant. 
En 1953, ce bâtiment a été replacé par une tour métallique à claire-voie, mais la maison d'origine est restée debout jusqu'à ce qu'elle soit délibérément incendiée en 1982 après être tombée en ruine et un premier incendie en 1975. 

## Description
Le phare actuel  est une tour pyramidale métallique à claire-voie de 27 m de haut. Il émet, à une hauteur focale de 34 m, une lumière verte continue, jour et nuit.
Identifiant : ARLHS : USA-547 (original) et USA-1126 (actuel) ; USCG : 2-2735  ; Amirauté : J1301.1 .

### Lien connexe
- Liste des phares du Delaware